# Godzieszowa
Godzieszowa – wieś w Polsce położona w województwie dolnośląskim, w powiecie wrocławskim, w gminie Długołęka.

## Podział administracyjny
W latach 1975–1998 miejscowość administracyjnie należała do województwa wrocławskiego.

## Obiekty zabytkowe
We wsi znajduje się przypałacowy zabytkowy park, który przetrwał wojnę i lata zaniedbań. Po pałacu zostały jedynie fundamenty. Park otwarto w 2011 r. po renowacji, którą sfinansowała Gmina Długołęka oraz Unia Europejska. W parku oglądać można nie spotykane w okolicy rośliny: tulipanowiec amerykański, cypryśnik błotny, jesion wyniosły, stare cisy i wiekowy platan. Mieszkańcy sprowadzili do parku owce, założyli 20 budek lęgowych oraz zarybili mały staw. 

## Krótki opis
We wsi znajduje się także koło wędkarskie.